# Metacosmus exilis
Metacosmus exilis är en tvåvingeart som beskrevs av Daniel William Coquillett 1891. Metacosmus exilis ingår i släktet Metacosmus och familjen svävflugor.
Artens utbredningsområde är Kalifornien. Inga underarter finns listade i Catalogue of Life.